# Barisan Nasional
Barisan Nasional (pol. Front Narodowy; skrót: BN) – koalicja centroprawicowych i prawicowych partii politycznych Malezji powstała w 1973 roku. Obecnie jest największą koalicją opozycyjną w izbie niższej parlamentu Malezji.
Koalicja podtrzymała model rządzenia swojej poprzedniczki, Partii Sojuszu, lecz jest koalicją od niej o wiele szerszą. W momencie rozkwitu do Barisan Nasional należało aż 14 partii politycznych. BN zdominowała malezyjską scenę polityczną już od momentu swojego powstania, ale od 2008 roku musiała stawić czoła silnym przeciwnikom zrzeszonym najpierw w koalicji Pakatan Rakyat, a później Pakatan Harapan. Dodając lata, w których rządziła Partia Sojuszu, w sumie koalicja rządziła przez 61 lat, co oznaczało, że BN była najdłużej rządzącą koalicją w demokratycznym świecie.
Po wyborach parlamentarnych w 2018 roku Barisan Nasional przeszła do opozycji po raz pierwszy w historii niepodległej Malezji.

## Historia

### Stworzenie koalicji
Barisan Nasional jest bezpośrednią następczynią trójpartyjnej koalicji pod nazwą Partia Sojuszu stworzoną przez Zjednoczoną Narodową Organizację Malajów (UMNO), Malezyjskie Stowarzyszenie Chińczyków (MCA) i Malezyjski Kongres Indyjski (MIC). BN została założona po wyborach z 1969 roku i protestach z 13 maja 1969 roku. Po tych wyborach Sojusz stracił poparcie na rzecz partii opozycyjnych: Partii Akcji Demokratycznej, Gerakan i Malezyjskiej Partii Islamskiej (PAS). Wtedy Sojusz zdobył większość w parlamencie (74 na 144 miejsca), ale zdobył mniej niż połowę głosów w głosowaniu powszechnym (44,3% głosów). W 1971 roku rozpoczęły się negocjacje z byłą opozycją, tj. Gerakan, Postępową Partią Ludową (myPPP), które dołączyły do Sojuszu w 1972 roku, potem dołączył do nich PAS.
W 1973 Barisan Nasional zastąpił Partię Sojuszu. Do BN dołączyły też partie regionalne ze stanów Sabah i Sarawak. BN została zarejestrowana w lipcu 1974 jako koalicja 9 partii. Podczas wyborów z tego samego roku koalicja odniosła sukces, zdobywając ponad 60% głosów i 135 na 154 miejsca w izbie niższej (Dewan Rakyat).

### Lata 1977–2007
W 1977 roku PAS musiał opuścić Barisan Nasional, po tym, jak ta partia sprzeciwiła się administracji stanu Kelantan. W 1978 roku koalicja znowu wygrała wybory federalne i kontynuowała dominację na malezyjskiej scenie politycznej w latach 80. i 90., jednak musiała się zmierzyć z kilkoma porażkami w wyborach regionalnych, koalicja straciła władzę w stanie Kelantan na rzecz Malezyjskiej Partii Islamskiej oraz w stanie Sabah na rzecz Zjednoczonej Partii Sabah (PBS), która później dołączyła do Barisan Nasional.
Do 2003 roku, koalicję tworzyło więcej niż 12 partii politycznych. W wyborach parlamentarnych w 2004 roku BN osiągnęła swój najlepszy rezultat w historii. Zdobyła wtedy ponad 90% miejsc w izbie niższej parlamentu (przy prawie 64% głosów).
Mimo iż koalicja nigdy nie zdobyła więcej niż 67% głosów w wyborach od 1974 do 2008, to przez cały czas do 2008 roku utrzymywała większość 2/3 w Dewan Rakyat, a to dzięki temu, że w Malezji obowiązuje ordynacja większościowa i jednomandatowe okręgi wyborcze.

### Lata 2008–2018
Podczas wyborów parlamentarnych z 2008 roku koalicja rządząca straciła ponad 1/3 miejsc w Dewan Rakyat na rzecz opozycyjnej koalicji Pakatan Rakyat. To oznaczało, że Barisan Nasional po raz pierwszy od 1969 roku nie udało się utrzymać większości 2/3 w izbie niższej. Dodatkowo w 5 stanach: Selangor, Kelantan, Penang, Perak i Kedah koalicja przeszła do opozycji.
BN straciła też podczas wyborów 5 lat później. Wtedy BN osiągnęła najgorszy wynik w historii. Koalicja odzyskała stan Kedah, lecz straciła więcej mandatów w Dewan Rakyat i po raz pierwszy w historii przegrała w głosowaniu powszechnym. Mimo iż BN zdobyła mniej głosów (47%) niż opozycja (50%), koalicja mogła dalej rządzić, gdyż utrzymała większość parlamentarną.
W 2018 roku Front Narodowy stracił większość parlamentarną, zdobywając tylko 34% głosów i 79 mandatów na 222. Opozycyjna Pakatan Harapan zdobyła wtedy ponad 48% i 121 miejsc. Miażdżąca porażka zakończyła 61 lat rządów w Malezji, po raz pierwszy w historii niepodległej Malezji doszło do zmiany władzy. Potęgując tę porażkę, koalicja utrzymała władzę tylko w 3 na 9 stanów, w których dotychczas rządziła: Perlis, Pahang i Sarawak.
Po tych wyborach wiele partii opuściło Barisan Nasional, redukując liczbę partii członkowskich z 14 do oryginalnej trójki: UMNO, MCA i MIC. Niektóre z partii przyłączyły się do Pakatan Harapan, niektóre stworzyły własne koalicje, niektóre pozostały niezależne. Cztery partie z Sabah zaczęły popierać Pakatan Harapan, a cztery partie z Sarawaku stworzyły własną koalicję (co oznaczało, że BN straciło władzę w tym stanie).
Wśród partii pozostałych w koalicji z UMNO odeszło 17 posłów, zostało 37. MCA utrzymała swój stan posiadania (1 poseł), a MIC straciła 1 z 2 posłów, gdyż Sąd Wyborczy unieważnił wyniki w okręgu Cameron Highlands z powodu przekupstwa, ale koalicji udało się utrzymać reprezentanta z tego okręgu po wyborach uzupełniających.
Z powodu rozłamu w koalicji, stan posiadania zmalał z 79 na początku kadencji do zaledwie 40.

## Partie członkowskie
| Flaga | Nazwa | Nazwa                                     | Nazwa                                                                        | Ideologia                                 | Lider               | Wynik wyborów z 2018 r. | Wynik wyborów z 2018 r. | Obecny stan posiadania |
| Flaga | Nazwa | Nazwa                                     | Nazwa                                                                        | Ideologia                                 | Lider               | Procent głosów          | Mandaty                 | Obecny stan posiadania |
| ----- | ----- | ----------------------------------------- | ---------------------------------------------------------------------------- | ----------------------------------------- | ------------------- | ----------------------- | ----------------------- | ---------------------- |
|       |       | UMNO                                      | Zjednoczona Narodowa Organizacja Malajów United Malays National Organization | Ketuanan Melayu                           | Ahmad Zahid Hamidi  | 21.10%                  | 54/222                  | 37/40                  |
|       |       | MCA                                       | Malezyjskie Stowarzyszenie Chińczyków Malaysian Chinese Association          | Chiński nacjonalizm                       | Wee Ka Siong        | 5.30%                   | 1/222                   | 1/40                   |
|       |       | MIC                                       | Malezyjski Kongres Indyjski Malaysian Indian Congress                        | Indyjski nacjonalizm                      | Vigneswaran Sanasee | 1.39%                   | 2/222                   | 1/40                   |
|       |       | Poseł niezależny sprzymierzony z koalicją | Poseł niezależny sprzymierzony z koalicją                                    | Poseł niezależny sprzymierzony z koalicją | Ramli Mohd Nor      | N/A                     | N/A                     | 1/40                   |

## Wyniki wyborów parlamentarnych
| Rok  | Zdobyte mandaty | Proc. mandatów | Liczba głosów | Proc. głosów | Władza                  | Lider                 |
| ---- | --------------- | -------------- | ------------- | ------------ | ----------------------- | --------------------- |
| 1974 | 135/154         | 87.7%          | 1,287,400     | 60.8%        | 135; Rząd większościowy | Abdul Razak Hussein   |
| 1978 | 131/154         | 85.1%          | 1,987,907     | 57.2%        | 4; Rząd większościowy   | Hussein Onn           |
| 1982 | 132/154         | 85.7%          | 2,522,079     | 60.5%        | 1; Rząd większościowy   | Mahathir Mohamad      |
| 1986 | 148/177         | 83.6%          | 2,649,263     | 57.3%        | 16; Rząd większościowy  | Mahathir Mohamad      |
| 1990 | 127/180         | 70.6%          | 2,985,392     | 53.4%        | 21; Rząd większościowy  | Mahathir Mohamad      |
| 1995 | 162/192         | 84.4%          | 3,881,214     | 65.2%        | 35; Rząd większościowy  | Mahathir Mohamad      |
| 1999 | 148/193         | 76.2%          | 3,748,511     | 56.53%       | 15; Rząd większościowy  | Mahathir Mohamad      |
| 2004 | 198/219         | 90.4%          | 4,420,452     | 63.9%        | 51; Rząd większościowy  | Abdullah Ahmad Badawi |
| 2008 | 140/222         | 63.1%          | 4,082,411     | 50.27%       | 58; Rząd większościowy  | Abdullah Ahmad Badawi |
| 2013 | 133/222         | 59.9%          | 5,237,555     | 47.38%       | 7; Rząd większościowy   | Najib Razak           |
| 2018 | 79/222          | 35.59%         | 3,794,827     | 33.96%       | 54; Opozycja            | Najib Razak           |

## Obecny stan posiadania w parlamentach stanowych
| Stan            | Mandaty | Władza                     |
| --------------- | ------- | -------------------------- |
| Johor           | 16/56   | Opozycja                   |
| Kedah           | 2/36    | Opozycja                   |
| Kelantan        | 7/45    | Opozycja                   |
| Malakka         | 13/28   | Opozycja                   |
| Negeri Sembilan | 15/36   | Opozycja                   |
| Pahang          | 25/42   | Rząd większościowy         |
| Penang          | 2/40    | Opozycja                   |
| Perak           | 25/59   | Opozycja                   |
| Perlis          | 9/15    | Rząd większościowy         |
| Sabah           | 1/65    | Opozycja                   |
| Sarawak         | 0/82    | Opozycja pozaparlamentarna |
| Selangor        | 5/56    | Opozycja                   |
| Terengganu      | 10/33   | Opozycja                   |